# FC Utrecht Academie
De FC Utrecht Academie is de (regionale) jeugdopleiding van de voetbalclub FC Utrecht. Het is gevestigd op Sportcomplex Zoudenbalch aan de Laan van Maarschalkerweerd nabij Stadion Galgenwaard in Utrecht. Hier wordt doordeweeks door tien jeugdteams getraind en in het weekend spelen de jeugdteams hier hun wedstrijden. Jong FC Utrecht, het beloftenteam van de club dat uitkomt in de Eerste divisie, speelt haar thuiswedstrijden op het complex. In sommige thuiswedstrijden wordt uitgeweken naar Stadion Galgenwaard. De jeugdopleiding behoort tot de top van Nederland, want het heeft de hoogst haalbare beoordeling ontvangen van de KNVB.

## Algemeen

### Accommodatie
Het eerste elftal van FC Utrecht en Jong FC Utrecht trainen op een steenworp afstand van Stadion Galgenwaard, op sportcomplex Zoudenbalch. Naast de betaald voetbalelftallen trainen ook alle jeugdteams hier, die ook hun wedstrijden spelen op dit complex. Sportcomplex Zoudenbalch is voorzien van een hoofdveld met tribune, een kantine, een reeks kleedkamers, een krachthonk en de nodige kantoor- en behandelruimten. Medio 2018 zijn er een aantal aanpassingen gedaan aan het complex, waaronder betere verlichting en een uitvak, waardoor het voldoet aan de eisen van de KNVB. Daarom kan Jong FC Utrecht haar thuiswedstrijden op Zoudenbalch spelen en hoeft het niet meer te verkassen naar De Westmaat in Spakenburg.

### Kwaliteit Jeugdopleiding
De jeugdopleidingen vormen de levensader van het Nederlandse voetbal. Om de kwaliteit van de opleidingen van clubs uit het betaald en amateurvoetbal in kaart te brengen, heeft de KNVB begin 2002 een keurmerk in het leven geroepen. Aan het aantal toegekende sterren is eenvoudig af te lezen hoe goed de jeugdopleiding van een club is.
De indeling:

1 ster: lokaal

2 sterren: regionaal

3 sterren: nationaal

4 sterren: internationaal
In 2011 kreeg de jeugdopleiding van de FC Utrecht Academie een beoordeling van 3 sterren, een nationale status. De FC Utrecht Academie heeft zich de voorbije jaren verbeterd onder leiding van Henny Lee en zich stevig gepositioneerd in de top van professionele voetbalopleidingen in Nederland. Dit blijkt ook uit de toetsing die de KNVB aan FC Utrecht heeft toegekend. De FC Utrecht Academie heeft namelijk in 2015 de hoogste erkenning & kwalificatie verkregen, die van internationale status. Hiermee behoort de jeugdopleiding al sinds 2015 tot de top van Nederland.

## Organisatie

### Technische staf
| Naam           | Naam                                           | Functie                  | Functie                             |
| -------------- | ---------------------------------------------- | ------------------------ | ----------------------------------- |
| Tim Gilissen   | Tim Gilissen                                   | Directeur Voetbalzaken   | Directeur Voetbalzaken              |
| Robin Pronk    | Robin Pronk                                    | Hoofd Jeugdopleiding     | Hoofd Jeugdopleiding                |
| Ferdi ten Ham  | Ferdi ten Ham                                  | Hoofd spelersbegeleiding | Hoofd spelersbegeleiding            |
| Rudy Jansen    | Rudy Jansen                                    | Hoofd jeugdscouting      | Hoofd jeugdscouting                 |
| Naam           | Functie                                        | Naam                     | Functie                             |
| Sonny Hulst    | Keeperstrainer onderbouw                       | Glenn Berkelaar          | Keeperstrainer midden- en bovenbouw |
| Rick Vanenburg | Techniektrainer onderbouw                      | Roy van Vijfeijken       | Fysiektrainer onderbouw             |
| Stefan Pastoor | Inspanningsfysioloog & Fysiektrainer bovenbouw | Marga van Loef           | Studiecoördinator                   |
| Gijs Lentjes   | Sportarts academie                             |                          |                                     |

### Hoofd Jeugdopleiding
| Naam             | Periode in functie |
| ---------------- | ------------------ |
| Koos van Tamelen | 2005-2011          |
| Henny Lee        | 2011-2018          |
| Jelle Goes       | 2018-2021          |
| Robin Pronk      | 2021-heden         |

## Teams Academie 2022/23
Alle teams spelen in de hoogst mogelijke competitie, in dit geval de eredivisie voor de betreffende leeftijdscategorie. 
| Team            | competities             | leeftijd spelers | Trainer/coach        | Assistent                                            |
| --------------- | ----------------------- | ---------------- | -------------------- | ---------------------------------------------------- |
| Jong FC Utrecht | Keuken Kampioen Divisie | <23 jaar         | Darije Kalezić       | Ruud Heus Robert Wijnands Michael Mols Sander Keller |
| FC Utrecht O18  | Eredivisie              | 17-18 jaar       | Kevin van Veen       | Arno Arts Michael Mols                               |
| FC Utrecht O17  | Eredivisie              | 16-17 jaar       | Ferdi Vierklau       | Ronald Šiklić                                        |
| FC Utrecht O16  | Eredivisie              | 15-16 jaar       | Jasper Somsen        | Ruud Heus Arno Arts                                  |
| FC Utrecht O15  | Eredivisie              | 14-15 jaar       | Mourad El Idrissi    | Ruud Heus Jasper Somsen                              |
| FC Utrecht O14  | Eredivisie              | 13-14 jaar       | Maarten Bormans      |                                                      |
| FC Utrecht O13  | Eredivisie              | 12-13 jaar       | Nathan Wiener        |                                                      |
| FC Utrecht O12  | Eredivisie              | 11-12 jaar       | Sander van der Kleij |                                                      |
| FC Utrecht O11  | Eredivisie              | 10-11 jaar       | Quinten Dübendorfer  |                                                      |
| FC Utrecht O10  | Eredivisie              | 9-10 jaar        | Kevin Goes           |                                                      |

### Onder 18
FC Utrecht Onder 18 komt uit in de A-Junioren Eredivisie. De selectie van de Onder 18 bestaat uit:
| Nat.      | Naam             | Pos. | Nat.      | Naam              | Pos. | Nat.      | Naam              | Pos. |
| --------- | ---------------- | ---- | --------- | ----------------- | ---- | --------- | ----------------- | ---- |
| Nederland | Maik Prinsen     | D    | Nederland | Massien Ghaddari  | V    | Nederland | Tiago Codinha     | M    |
| Nederland | Kay Notenboom    | D    | Curaçao   | Nazjir Held       | V    | Oekraïne  | Yegor Knyazev     | M    |
| Nederland | Yaell Samson     | D    | Nederland | Darcy Turner      | V    | Nederland | Bent Driessen     | A    |
| Nederland | Joëll Gill'ard   | V    | Nederland | Bram van Driel    | M    | Nederland | Mees Akkerman     | A    |
| Nederland | Delano Vos       | V    | Nederland | James Bartele     | M    | Nederland | Jesse van de Haar | A    |
| Nederland | Wessel Kooy      | V    | Nederland | Rafik el Arguioui | M    | Nederland | Elias Bardi       | A    |
| Nederland | Per Kloosterboer | V    | Nederland | Sil van der Wegen | M    |           |                   |      |
| Nederland | Roan Veenbrink   | V    | Nederland | Nordin Bukala     | M    |           |                   |      |

## Samenwerkingsverband
RAC Talentenontwikkeling Midden-Nederland speelt een prominente rol in de jeugdscouting binnen FC Utrecht. De aangesloten regionale amateurclubs spreken af dat ze FC Utrecht informeren over talenten die binnen hun jeugdopleiding voetballen. Jeugdscouts bekijken deze spelers en beoordelen of zij worden uitgenodigd  voor een testwedstrijd. Indien de technische staf denkt dat de jonge spelers het niveau hebben om binnen de jeugdafdeling van FC Utrecht te voetballen, krijgen ze deze mogelijkheid aangeboden. Amateurverenigingen ontvangen voor elke speler van twaalf jaar en ouder die FC Utrecht opneemt in haar jeugdopleiding een financiële vergoeding ten behoeve van de eigen jeugdopleiding. Inmiddels hebben zich al meer dan vijftig verenigingen aangesloten en is bijna de helft van alle nieuwe spelers in de jeugdopleiding van FC Utrecht afkomstig van RAC-clubs.

### RAC clubs
| Amerongen: DVSA Amersfoort: CJVV, AFC Quick 1890, VVZA Amsterdam: GeuzenMiddenmeer Baarn: TOV Beesd: VV Beesd Benschop: VV Benschop Breukelen: FC Breukelen Bunnik: VV Bunnik '73 Cothen: SVF Cothen Culemborg: CVV Vriendenschaar De Bilt: FC De Bilt De Meern: VV De Meern Den Dolder: DOSC Doorn: DEV Doorn Driebergen: FC Driebergen Eemnes: SV Eemnes Elst(ut): Oranje Wit Geldermalsen: GVV Harmelen: SCH '44 Hilversum: FC Hilversum, VV Altius Hoevelaken: SC Hoevelaken | Houten: SV Houten, FC Delta Sports'95 Huis ter Heide: VV 't Vliegdorp Huizen: SV Huizen IJsselstein: IJFC Kamerik: VV Kamerik Kockengen: VV Kockengen Langbroek: SVL Leerdam: LRC Leerdam Leersum: VV HDS Loenen aan de Vecht: SV De Vecht Lopik: SV Lopik Lunteren: VV Lunteren Maarn: SVMM Maarssen: DWSM, VV Maarssen, OSM '75 Maartensdijk: SVM Maartensdijk Meteren: MVV '58 Mijdrecht: SV Argon Montfoort: VV Montfoort Naarden: NVC Nederhorst: VV Nederhorst Nieuwegein: Geinoord, JSV Nieuwegein, VSV Vreeswijk | Odijk: SV Odijk Oudewater: FC Oudewater Renswoude: VV Renswoude Rhenen: SV Candia '66 Schalkwijk: VV Schalkwijk Scherpenzeel: VV Scherpenzeel 's Hertogenbosch: Emplina Soest: SO Soest Spakenburg: V.V. IJsselmeervogels 't Goy: VV 't Goy Utrecht: DESTO, D.H.S.C., DVSU, USV Elinkwijk, USV Hercules, SV Kampong, SV Nieuw Utrecht, ksv PVC, Sporting '70, SV Vechtzoom, Zwaluwen Utrecht 1911 Veenendaal: VV De Merino's, VV VRC Vianen: VV Brederodes Vinkeveen: SV Hertha Vleuten: PVCV Vleuten Werkhoven: SV Aurora Woerden: Sportlust '46 Woudenberg: VV Woudenberg Zeist: VV Jonathan, SV Saestum, SV Zeist |

## Doorgestroomde jeugdspelers
Deze lijst omvat spelers die sinds de oprichting van de FC Utrecht Academie minimaal één seizoen in de A-jeugd (of lager) van FC Utrecht gespeeld hebben en in een officiële wedstrijd hun debuut maakten voor de hoofdmacht van FC Utrecht.
Het gaat hier om officiële wedstrijden in het betaald voetbal, de KNVB beker of Europees voetbal.
| Seizoen                                          | Nationaliteit                            | Naam                                     | Debuut                                   | Competitie                               | Pos.                                     | Gescoord bij debuut                      |
| Vanaf seizoen 2020/21 tot en met 2029/30         | Vanaf seizoen 2020/21 tot en met 2029/30 | Vanaf seizoen 2020/21 tot en met 2029/30 | Vanaf seizoen 2020/21 tot en met 2029/30 | Vanaf seizoen 2020/21 tot en met 2029/30 | Vanaf seizoen 2020/21 tot en met 2029/30 | Vanaf seizoen 2020/21 tot en met 2029/30 |
| ------------------------------------------------ | ---------------------------------------- | ---------------------------------------- | ---------------------------------------- | ---------------------------------------- | ---------------------------------------- | ---------------------------------------- |
| 2021/22                                          | Nederland                                | Ruben Kluivert                           | 11 mei 2022                              | Eredivisie                               | V                                        | Nee                                      |
| 2021/22                                          | Nederland                                | Rick Meissen                             | 13 maart 2022                            | Eredivisie                               | V                                        | Nee                                      |
| 2021/22                                          | Nederland                                | Mees Rijks                               | 13 maart 2022                            | Eredivisie                               | A                                        | Nee                                      |
| 2021/22                                          | Nederland                                | Fabian de Keijzer                        | 16 januari 2022                          | Eredivisie                               | D                                        | Nee                                      |
| 2021/22                                          | Nederland                                | Mohamed Mallahi                          | 25 september 2021                        | Eredivisie                               | A                                        | Nee                                      |
| 2021/22                                          | Nederland                                | Djevencio van der Kust                   | 15 augustus 2021                         | Eredivisie                               | V                                        | Nee                                      |
| 2020/21                                          | Nederland                                | Sylian Mokono                            | 29 november 2020                         | Eredivisie                               | V                                        | Nee                                      |
| 2020/21                                          | Nederland                                | Christopher Mamengi                      | 27 oktober 2020                          | KNVB beker                               | V                                        | Nee                                      |
| 2020/21                                          | Nederland                                | Thijmen Nijhuis                          | 18 oktober 2020                          | Eredivisie                               | D                                        | Nee                                      |
| Vanaf seizoen 2010/11 tot en met 2019/20         |                                          |                                          |                                          |                                          |                                          |                                          |
| 2019/20                                          | Nederland                                | Tommy St. Jago                           | 24 januari 2020                          | Eredivisie                               | V                                        | Nee                                      |
| 2019/20                                          | Nederland                                | Mitchell van Rooijen                     | 17 januari 2020                          | Eredivisie                               | M                                        | Nee                                      |
| 2018/19                                          | Nederland                                | Tim Brinkman                             | 31 oktober 2018                          | KNVB beker                               | M                                        | Nee                                      |
| 2017/18                                          | Nederland                                | Odysseus Velanas                         | 20 augustus 2017                         | Eredivisie                               | M                                        | Nee                                      |
| 2016/17                                          | Nederland                                | Nick Venema                              | 12 februari 2017                         | Eredivisie                               | A                                        | Nee                                      |
| 2014/15                                          | Nederland                                | Jelle de Lange                           | 17 mei 2015                              | Eredivisie                               | V                                        | Nee                                      |
| 2014/15                                          | Curaçao                                  | Giovanni Troupée                         | 17 mei 2015                              | Eredivisie                               | V                                        | Nee                                      |
| 2014/15                                          | Nederland                                | Bart Ramselaar                           | 1 maart 2015                             | Eredivisie                               | M                                        | Nee                                      |
| 2014/15                                          | Marokko                                  | Sofyan Amrabat                           | 2 november 2014                          | Eredivisie                               | M                                        | Nee                                      |
| 2014/15                                          | Sierra Leone                             | Issa Kallon                              | 24 augustus 2014                         | Eredivisie                               | A                                        | Nee                                      |
| 2014/15                                          | Nederland                                | Rodney Antwi                             | 17 augustus 2014                         | Eredivisie                               | A                                        | Nee                                      |
| 2013/14                                          | Nederland                                | Gyrano Kerk                              | 22 januari 2014                          | KNVB beker                               | A                                        | Nee                                      |
| 2013/14                                          | Servië                                   | Aleksandar Bjelica                       | 30 november 2013                         | Eredivisie                               | V                                        | Nee                                      |
| 2013/14                                          | Suriname                                 | Sean Klaiber                             | 29 oktober 2013                          | KNVB beker                               | V                                        | Nee                                      |
| 2013/14                                          | Nederland                                | Yannick Cortie                           | 25 september 2013                        | KNVB beker                               | V                                        | Nee                                      |
| 2012/13                                          | Nederland                                | Romano van der Stoep                     | 21 april 2013                            | Eredivisie                               | A                                        | Nee                                      |
| 2012/13                                          | Nederland                                | Elroy Pappot                             | 24 februari 2013                         | Eredivisie                               | M                                        | Nee                                      |
| 2012/13                                          | Marokko                                  | Yassin Ayoub                             | 27 januari 2013                          | Eredivisie                               | M                                        | Nee                                      |
| 2011/12                                          | Nederland                                | Cedric Badjeck                           | 30 maart 2012                            | Eredivisie                               | A                                        | Nee                                      |
| 2011/12                                          | Indonesië                                | Stefano Lilipaly                         | 17 december 2011                         | Eredivisie                               | M                                        | Nee                                      |
| 2011/12                                          | Nederland                                | Kai Heerings                             | 20 augustus 2011                         | Eredivisie                               | V                                        | Nee                                      |
| 2011/12                                          | Nederland                                | Enzio Boldewijn                          | 6 augustus 2011                          | Eredivisie                               | A                                        | Nee                                      |
| 2010/11                                          | Nederland                                | Mike van der Hoorn                       | 15 mei 2011                              | Eredivisie                               | V                                        | Nee                                      |
| 2010/11                                          | Marokko                                  | Anouar Kali                              | 24 april 2011                            | Eredivisie                               | M                                        | Nee                                      |
| 2010/11                                          | Nederland                                | Evert Brouwers                           | 19 december 2010                         | Eredivisie                               | M                                        | Nee                                      |
| 2010/11                                          | Nederland                                | Zakaria Amrani                           | 24 oktober 2010                          | Eredivisie                               | M                                        | Nee                                      |
| 2010/11                                          | Nederland                                | Leon de Kogel                            | 12 september 2010                        | Eredivisie                               | A                                        | Nee                                      |
| Vanaf seizoen 2000/01 tot en met 2009/10         |                                          |                                          |                                          |                                          |                                          |                                          |
| 2008/09                                          | Nederland                                | Gévero Markiet                           | 30 augustus 2008                         | Eredivisie                               | V                                        | Nee                                      |
| 2008/09                                          | Nederland                                | Rafael Uiterloo                          | 30 augustus 2008                         | KNVB beker                               | A                                        | Ja                                       |
| 2007/08                                          | Nederland                                | Gregory Schaken                          | 6 april 2008                             | Eredivisie                               | A                                        | Nee                                      |
| 2007/08                                          | Indonesië                                | Irfan Bachdim                            | 17 februari 2008                         | Eredivisie                               | A                                        | Nee                                      |
| 2007/08                                          | Nederland                                | Randy Wolters                            | 17 februari 2008                         | Eredivisie                               | A                                        | Ja                                       |
| 2007/08                                          | Nederland                                | Mike van der Kooy                        | 3 februari 2008                          | Eredivisie                               | V                                        | Nee                                      |
| 2007/08                                          | Nederland                                | Gianluca Nijholt                         | 16 december 2007                         | Eredivisie                               | M                                        | Nee                                      |
| 2007/08                                          | Nederland                                | Wesley de Ruiter                         | 26 september 2007                        | KNVB beker                               | D                                        | Nee                                      |
| 2007/08                                          | Nederland                                | Ingmar Maayen                            | 19 augustus 2007                         | Eredivisie                               | A                                        | Nee                                      |
| 2006/07                                          | Nederland                                | Leroy George                             | 13 april 2007                            | Eredivisie                               | A                                        | Ja                                       |
| 2006/07                                          | Nederland                                | Jasper Bolland                           | 9 december 2006                          | Eredivisie                               | M                                        | Nee                                      |
| 2006/07                                          | Nederland                                | Michel Vorm                              | 19 augustus 2006                         | Eredivisie                               | D                                        | Nee                                      |
| 2006/07                                          | Nederland                                | Erik Pieters                             | 19 augustus 2006                         | Eredivisie                               | V                                        | Nee                                      |
| 2005/06                                          | Nederland                                | Kees van Buuren                          | 10 maart 2006                            | Eredivisie                               | V                                        | Nee                                      |
| 2005/06                                          | Nederland                                | Nassir Maachi                            | 30 oktober 2005                          | Eredivisie                               | A                                        | Ja                                       |
| 2005/06                                          | België                                   | Giuseppe Rossini                         | 28 augustus 2005                         | Eredivisie                               | A                                        | Nee                                      |
| 2003/04                                          | Nederland                                | Rick Kruys                               | 30 november 2003                         | Eredivisie                               | M                                        | Nee                                      |
| 2003/04                                          | Nederland                                | Leen van Steensel                        | 30 november 2003                         | Eredivisie                               | V                                        | Nee                                      |
| 2003/04                                          | Nederland                                | Adnan Alisic                             | 30 november 2003                         | Eredivisie                               | M                                        | Nee                                      |
| 2003/04                                          | Nederland                                | Joost Terol                              | 26 oktober 2003                          | Eredivisie                               | D                                        | Nee                                      |
| 2003/04                                          | Nederland                                | Edson Braafheid                          | 15 oktober 2003                          | UEFA Cup                                 | V                                        | Nee                                      |
| 2003/04                                          | Curaçao                                  | Richal Leitoe                            | 10 augustus 2003                         | Johan Cruijff Schaal                     | A                                        | Nee                                      |
| 2003/04                                          | Nederland                                | Bas van den Brink                        | 10 augustus 2003                         | Johan Cruijff Schaal                     | V                                        | Nee                                      |
| 2003/04                                          | Nederland                                | Joost Broerse                            | 10 augustus 2003                         | Johan Cruijff Schaal                     | M                                        | Nee                                      |
| 2002/03                                          | Nederland                                | Abdelhali Chaiat                         | 11 april 2003                            | Eredivisie                               | A                                        | Nee                                      |
| Doorgestroomde jeugdspelers vóór seizoen 2000/01 |                                          |                                          |                                          |                                          |                                          |                                          |
| 1999/00                                          | Nederland                                | Donny de Groot                           | 27 februari 2000                         | Eredivisie                               | A                                        | Nee                                      |
| 1999/00                                          | Nederland                                | Alje Schut                               | 18 augustus 1999                         | KNVB beker                               | V                                        | Nee                                      |
| 1998/99                                          | Nederland                                | Jordy Zuidam                             | 4 februari 1999                          | KNVB beker                               | V                                        | Nee                                      |
| 1997/98                                          | Nederland                                | Wouter Kos                               | 16 november 1997                         | Eredivisie                               | M                                        | Nee                                      |
| 1996/97                                          | Nederland                                | Vincent Polfliet                         | 21 augustus 1996                         | Eredivisie                               | V                                        | Nee                                      |
| 1995/96                                          | Nederland                                | Stefan Postma                            | 31 maart 1996                            | Eredivisie                               | D                                        | Nee                                      |
| 1995/96                                          | Nederland                                | Marcus Philips                           | 16 maart 1996                            | Eredivisie                               | M                                        | Nee                                      |
| 1993/94                                          | Curaçao                                  | Ferdino Hernández                        | 17 april 1994                            | Eredivisie                               | A                                        | Nee                                      |
| 1992/93                                          | Nederland                                | Raymond Graanoogst                       | 20 december 1992                         | Eredivisie                               | A                                        | Ja                                       |
| 1991/92                                          | Nederland                                | Robert Wijnands                          | 12 april 1992                            | Eredivisie                               | V                                        | Nee                                      |
| 1990/91                                          | Nederland                                | Bert Aipassa                             | 2 juni 1991                              | Eredivisie                               | V                                        | Ja                                       |
| 1990/91                                          | Nederland                                | Eric Smit                                | 21 april 1991                            | Eredivisie                               | M                                        | Nee                                      |
| 1990/91                                          | Nederland                                | Ferdi Vierklau                           | 28 oktober 1990                          | Eredivisie                               | V                                        | Nee                                      |
| 1990/91                                          | Nederland                                | Patrick van Diemen                       | 28 augustus 1990                         | Eredivisie                               | M                                        | Nee                                      |
| 1989/90                                          | Nederland                                | Robert van der Weert                     | 28 januari 1990                          | Eredivisie                               | A                                        | Nee                                      |
| 1989/90                                          | Nederland                                | Henny Lettinck                           | 13 augustus 1989                         | Eredivisie                               | V                                        | Nee                                      |
| 1988/89                                          | Nederland                                | Robert Roest                             | 30 oktober 1988                          | Eredivisie                               | V                                        | Nee                                      |
| 1988/89                                          | Nederland                                | Dirk Heesen                              | 31 augustus 1988                         | Eredivisie                               | V                                        | Nee                                      |
| 1988/89                                          | Nederland                                | Jan van Halst                            | 21 augustus 1988                         | Eredivisie                               | M                                        | Nee                                      |
| 1987/88                                          | Nederland                                | Edwin de Kruijff                         | 16 augustus 1987                         | Eredivisie                               | M                                        | Nee                                      |

## Internationals

### A-internationals
Vanuit de jeugdopleiding zijn er verschillende voetballers doorgestroomd naar FC Utrecht, die daarna een transfer naar (top)clubs in binnen- en buitenland hebben gemaakt. Hun kwaliteiten zijn beloond met een selectie voor het Nederlands Elftal of een andere nationale selectie. Hieronder is een lijst te vinden met spelers uit de FC Utrecht Academie die een of meer wedstrijden hebben gespeeld in een nationale selectie. 
| Nat.                      | Naam             | Posisite    | Interlands | Selectie bij                                     | Debuut nationaal elftal     | Tegenstander |
| ------------------------- | ---------------- | ----------- | ---------- | ------------------------------------------------ | --------------------------- | ------------ |
| Vlag van Nederland        | Michel Vorm      | Keeper      | 15         | FC Utrecht 7, Swansea City, Tottenham Hotspur    | 19-11-2008 Nederland        | Zweden       |
| Vlag van Nederland        | Edson Braafheid  | Verdediging | 10         | FC Twente, Bayern München, TSG Hoffenheim        | 11-02-2009 Nederland        | Tunesië      |
| Vlag van Nederland        | Erik Pieters     | Verdediging | 18         | PSV, Stoke City                                  | 11-08-2010 Nederland        | Oekraïne     |
| Vlag van Indonesië        | Irfan Bachdim    | Aanvaller   | 29         | Persema Malang, Chonburi FC, Bali United FC      | 11-08-2010 Indonesië        | Iran         |
| Vlag van Nederland        | Dwight Tiendalli | Verdediging | 2          | Swansea City                                     | 07-06-2013 Nederland        | Indonesië    |
| Vlag van Indonesië        | Stefano Lilipaly | Middenveld  | 10         | Almere City, Telstar, SC Cambuur, Bali United FC | 14-08-2013 Indonesië        | Filipijnen   |
| Vlag van Verenigde Staten | Rubio Rubin      | Aanvaller   | 4          | FC Utrecht 3, Stabaek IF                         | 14-11-2014 Verenigde Staten | Colombia     |
| Vlag van Zuid-Afrika      | Lars Veldwijk    | Aanvaller   | 1          | KV Kortrijk                                      | 15-11-2016 Zuid-Afrika      | Mozambique   |
| Vlag van Nederland        | Bart Ramselaar   | Middenveld  | 3          | PSV                                              | 19-11-2016 Nederland        | België       |
| Vlag van Nederland        | Sofyan Amrabat   | Middenveld  | 2          | FC Utrecht 1, Feyenoord                          | 28-03-2017 Marokko          | Tunesië      |

### Jeugdinternationals op eindtoernooien
Elk seizoen zijn er enkele spelers uit de Jeugdopleiding die geselecteerd worden voor een jeugdelftal van oranje. Sommigen van hen hebben zich gekwalificeerd voor een EK of WK en zijn aan de selectie toegevoegd van deze eindronde. Hieronder volgt de lijst met spelers die een of meerdere eindrondes van een jeugd EK of -WK hebben meegemaakt. 
| Jaar | Toernooi    | Naam speler         | Team           | Prestatie    |
| ---- | ----------- | ------------------- | -------------- | ------------ |
| 2018 | EK onder 17 | Christopher Mamengi | Nederland O-17 | Winnaar      |
| 2017 | EK onder 17 | Mohamed Mallahi     | Nederland O-17 | Kwart finale |
| 2017 | EK onder 17 | Tommy St. Jago      | Nederland O-17 | Kwart finale |
| 2017 | EK onder 17 | Fabian de Keijzer   | Nederland O-17 | Kwart finale |
| 2016 | EK onder 17 | Menno Vink          | Nederland O-17 | Halve finale |
| 2015 | EK onder 19 | Issa Kallon         | Nederland O-19 | Groepsfase   |
| 2015 | EK onder 17 | Thijmen Nijhuis     | Nederland O-17 | Groepsfase   |
| 2015 | EK onder 17 | Giovanni Troupée    | Nederland O-17 | Groepsfase   |
| 2014 | EK onder 17 | Guido Janssen       | Nederland O-17 | Finale       |
| 2014 | EK onder 17 | Anthony Berenstein  | Nederland O-17 | Finale       |
| 2013 | EK onder 21 | Mike van der Hoorn  | Nederland O-21 | Halve finale |
| 2013 | EK onder 19 | Yassin Ayoub        | Nederland O-19 | Groepsfase   |
| 2012 | EK onder 17 | Mike Havekotte      | Nederland O-17 | Winnaar      |
| 2011 | EK onder 17 | Yassin Ayoub        | Nederland O-17 | Winnaar      |
| 2011 | WK onder 17 | Yassin Ayoub        | Nederland O-17 | Groepsfase   |
| 2007 | EK onder 21 | Erik Pieters        | Nederland O-21 | Winnaar      |
| 2006 | EK onder 21 | Edson Braafheid     | Nederland O-21 | Winnaar      |
| 2006 | EK onder 21 | Dwight Tiendalli    | Nederland O-21 | Winnaar      |
| 2005 | WK onder 20 | Dwight Tiendalli    | Nederland O-20 | Kwartfinale  |

Agougil ·
Akkerman ·
Azmi ·
El Arguioui ·
Den Boggende ·
Boumenjal ·
Charalampoglou ·
Dithmer ·
Driezen ·
Dris ·
Dundas ·
Edhart ·
Eppink ·
Ghaddari ·
Van Hees ·
Held ·
Jenner ·
Kloosterboer ·
Kooy  ·
Van Riel ·
Rohd Schlichting ·
Varjund ·
Viereck ·
Van der Wegen ·
Yah ·
Coach: Van Dinteren
· Assistent-trainer: Kamminga
· Assistent-trainer: Keller
· Keeperstrainer: Plattel
Dit is de vaste selectie van Jong FC Utrecht. In deze lijst zijn geen spelers van het eerste elftal of de jeugdelftallen opgenomen.
ADO Den Haag · AFC Ajax · AZ · Emmen · Feyenoord · Go Ahead Eagles · Groningen/Cambuur · Hardenberg · Heerenveen · N.E.C. · PSV/Eindhoven · Roda JC · Sparta Rotterdam · Twente/Heracles · Utrecht · Vitesse